# Michał Kopański
Michał Franciszek Kopański (ur. 19 lutego 1986 w Mikołowie) – polski samorządowiec i politolog, od 2024 wicewojewoda śląski.

## Życiorys
Pochodzi z Gostyni. Ukończył studia politologiczne o specjalności europejskiej na Uniwersytecie Śląskim, odbył studia doktoranckie na Wydziale Nauk Społecznych UŚ. Kształcił się podyplomowo w zakresie audytu w sektorze finansów publicznych (Uniwersytet Ekonomiczny w Katowicach) i zarządzania (Szkoła Główna Handlowa w Warszawie, a także na studiach MBA (Uniwersytet Ekonomiczny w Krakowie). Pracował m.in. w branży ubezpieczeniowej.
Z ramienia lokalnych komitetów uzyskiwał mandat radnego gminy Wyry w 2010 i 2014, a w 2018 został wybrany do rady powiatu mikołowskiego. Został wiceprzewodniczącym lokalnego Stowarzyszenia „WiG – Wyry i Gostyń”. W 2020 zaangażował się w działalność polityczną w ramach Polski 2050, został szefem struktur partii w okręgu gliwickim. 11 stycznia 2024 powołany na stanowisko drugiego wicewojewody śląskiego, odpowiedzialnego m.in. za infrastrukturę, sprawy obywatelskie i geodezyjne.